# Иисус Иуст
Иису́с Иу́ст (др.-греч. Ἰησοῦς ... Ἰοῦστος) — один из 70 апостолов, из евреев («сущий от обрезания»). Варианты имени:
- Иису́с, нареченный Иу́ст (Кол. 4:11);
- Иосиф, нарицаемый Варсава, иже наречен бысть Иуст (Деян. 1:23);
- Иуст иже и Иус (в «Прологе» на 30 октября);
- Иосиф (или Иосий), называемый Варсавою, который прозван Иустом (Деян. 1:23-26).

Согласно «Деяниям апостолов», он был одним из двух учеников Христовых, избираемых на апостольство вместо Иуды Искариота, но не был избран, так как жребий пал на апостола Матфия. Он поставляется в числе сотрудников для Царствия Божия, которые были отрадою для апостола Павла (Кол. 4:11).
Некоторыми исследователями считается сыном Иосифа Обручника. Был епископом в иудейском городе Елевферополе и там страдальчески закончил жизнь. Память 30 октября (12 ноября) и 4 (17) января — собор 70-ти апостолов.